# واين ويلسون (مدرب رياضي)
واين ويلسون (بالإنجليزية: Wayne Wilson)‏ هو مدرب رياضي أمريكي، ولد في 28 يناير 1963.

## وصلات خارجية
- اين ويلسون على موقع HockeyDB.com (الإنجليزية)